# State Line (Idaho)
Pour les articles homonymes, voir State Line.
State Line est une ville américaine située dans le comté de Kootenai en Idaho.
Selon le recensement de 2010, State Line compte 38 habitants. La municipalité s'étend alors sur une superficie de 0,09 mille carré (0,23 km2).